# Manifiesto cíborg

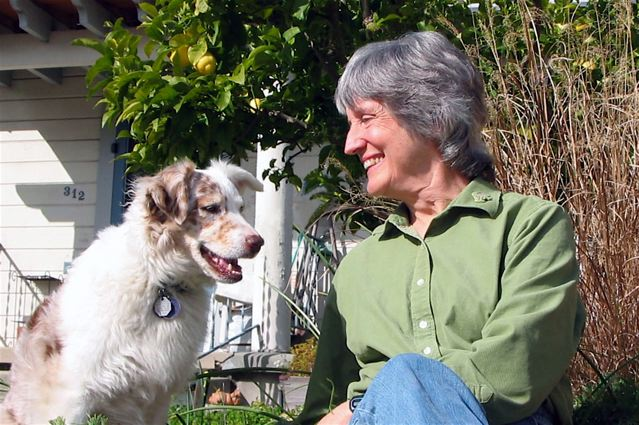
Donna Haraway, 2006

Manifiesto cíborg, también traducido al español como Manifiesto para cíborgs (en inglés A Cyborg Manifesto) es un ensayo escrito por Donna Haraway en 1985. En él, por medio de la sátira, se establece una lectura del denominado feminismo esencialista y una relectura de diferentes corrientes ideológicas, como el marxismo y el existencialismo. El Manifiesto afirma que no existe nada en el hecho de ser «mujer» que vincule de manera natural a las mujeres; para ella, existen afinidades políticas basadas en lo que Haraway denomina «conciencias opositivas». Conocido por generar gran controversia en el mundo académico y feminista por su propuesta de "erradicar el género" como noción y sus reflexiones sobre la noción de cíborg, en donde se concibe al ser contemporáneo como un ser fusionado-confundido entre humano-máquina, que no necesita de distinciones. En su ensayo, el concepto de cíborg es un rechazo a los límites rígidos, especialmente aquellos que separan lo "humano" de lo "animal" y lo «humano» de la «máquina». Haraway plantea que: "El cíborg no sueña con una comunidad que siga el modelo de la familia orgánica aunque sin proyecto edípico. El cíborg no reconocería el Jardín del Edén, no está hecho de barro y no puede soñar con volver a convertirse en polvo."
En su crítica de las nociones tradicionales de feminismo, el manifiesto se concentra en revisar enfoques feministas relacionados con políticas identitarias. Además, plantea la necesidad de promover una coalición a través de afinidad, para lo que usa la metáfora del cíborg como una manera de llamar a las mujeres feministas a moverse más allá de las nociones establecidas de género y feminismo. Marisa Olson resumió el pensamiento de Haraway como una creencia en que no existe distinción entre vida natural y máquinas artificiales hechas por el ser humano.

## Puntos principales
Haraway comienza el manifiesto explicando tres quiebres elementales desde el siglo XX, que han permitido a su híbrido: el cíborg, es el quiebre de la división entre lo humano y lo animal, animal-humano y máquina, y lo físico y no físico. La evolución ha difuminado la línea entre humano y animal, impulsado por los movimientos culturales en favor de los animales, las máquinas se encuentran inquietamente más vivas y nosotros aterradoramente inertes, las líneas entre lo natural y lo artificial son ambiguas; y los microelectronicos y la invisibilidad política de los cíborgs han confundido las líneas de lo físico.

### Problemas con postulados patriarcales occidentales
Haraway recalca las problemáticas y las justificaciones de las tradiciones occidentales como el patriarcado, colonialismo, esencialismo, y naturalismo (entre otros). Estas tradiciones permiten la formación problemática de taxonomías y lo que Haraway llama, "dualismos antagónicos" que rigen el discurso occidental. Estos dualismos, aclara Haraway, "han sido todos sistémicos para las lógicas y las prácticas de dominación de las mujeres, de las gentes de color, de la naturaleza, de los trabajadores, de los animales...todos los que fueron constituidos como otros". Menciona que los dualismos más importantes son: yo/otro, mente/cuerpo, cultura/naturaleza, hombre/mujer, civilizado/primitivo, realidad/apariencia, todo/parte, agente/ recurso, constructor/construido, activo/pasivo, bien/mal, verdad/ilusión, total/parcial, Dios/hombre. Explica que estos dualismos están en competencia uno con otros, creando relaciones paradójicas de dominación. Sin embargo, la cultura de la alta tecnología desafía estos dualismos.

### Teoría cíborg
La teoría cíborg de Haraway rechaza las nociones del esencialismo, proponiendo a la vez un mundo quimérico, monstruoso de fusiones entre animales y máquinas. La teoría cíborg se sustenta en escritos como "la tecnología de cíborgs" y afirma que "La política de los cíborgs es la lucha por el lenguaje y contra la comunicación perfecta, contra el código que traduce a la perfección todos los significados, el dogma central del falogocentrismo." En vez, el cíborg de Haraway llama a una metáfora no esencializada, semiótica, capaz de unir todas las coaliciones políticas en planos de afinidades más que identidades. Siguiendo a feministas Lacanianas como Luce Irigaray, el trabajo de Haraway refiere a la brecha entre el discurso feminista y el lenguaje dominante del patriarcado occidental. Como lo explica Haraway, "la gramática es la política por otros medios" y las políticas efectivas solo se hablan en el lenguaje de la dominación.
Como ella detalla en un gráfico de los cambios paradigmaticos de epistemología moderna a posmoderna dentro del Manifiesto.

### Críticas al feminismo tradicional
Haraway discrepa de algunas feministas tradicionales, esto se ve reflejado en comentarios describiendo como "de alguna manera las mujeres sustentan mejor la vida diaria, y por eso epistemologicamente tienen una posición potencialmente privilegiada." Las miradas del feminismo tradicional operan bajo la premisa absoluta de que todos los hombres son de una forma, y las mujeres de otra, mientras que la teoría cíborg de partes y todos no desea explicar fenómenos en una teoría total. Haraway sugiere que feministas deberían ir más allá del naturalismo y el esencialismo, criticando las tácticas feministas como políticas identitarias que victimizan a aquellos excluidos, y propone que es mejor, estratégicamente, confundir identidades.

### Llamado a la acción
Haraway llama a la revisión del concepto de género, alejarse del esencialismo patriarcal occidental y hacia "el sueño utópico de la esperanza por un mundo monstruoso sin género" aclarando que " Los cíborgs pueden considerar más seriamente el aspecto parcial, fluidos del sexo y de la encarnación sexual. El género, después de todo, podría no ser la identidad global, incluso si tiene anchura y calado histórico." (revisar) Haraway también llama por una reconstrucción de identidad, ya no dictaminada por el naturalismo y la taxonomía, si no que por afinidad, en la que los individuos pueden construir sus propios grupos por opción. De este modo, los grupos podrían construir una "especie de identidad pos-modernista a partir de la otredad, de la diferencia y de la especificidad." como forma de contrarrestar las tradiciones occidentales de identificación exclusiva.

## Revisiones y actualizaciones
Aunque la metáfora de Haraway del cíborg ha sido clasificada como una declaración pos-género, Haraway ha aclarado su postura sobre pos-generismo en una entrevista en específica. Ella admite que su argumento en el Manifiesto busca desafiar a las necesidades de la categorización del género, pero no correlata este argumento con el pos-generismo. Ella aclara esta distinción porque a menudo el pos-generismo es asociado con el discurso del concepto utópico de estar más allá de la masculinidad y feminidad. Haraway recalca que las construcciones de género son todavía significativas y prevalecen, pero son problemáticas y a raíz de eso deberían ser eliminadas como categorías de identidad.

## Aplicaciones del cíborg
Aunque Haraway trato que su concepto de cíborg fuera una crítica feminista, ella admite que otros académicos y los medios populares han tomado su concepto y lo aplicaron a diferentes conceptos. Haraway está al tanto y es receptiva a los diferentes usos de su concepto del cíborg, pero admite que "muy pocas personas están tomando lo que yo considero todas sus partes". A pesar de esto, Haraway también reconoce que los nuevos académicos feministas "reciben y usan el cíborg del manifiesto para hacer lo que quieran para sus propios propósitos" ejemplo de esto son Patchwork girl, Cyborg Goddesses, Mind over Matter.

## Ciberfeminismo acorde a Haraway
El nuevo feminismo, según Haraway, debería dirigirse a las mujeres que ocupan las posiciones laborales privilegiadas, principalmente en la tecnología y en la producción científica. Una política que debe huir del totalitarismo, de la explicación completa, lo cual no es más que una forma de dominación y de imperialismo. El nuevo feminismo debe estar adaptado al entorno ambivalente, fluido, mixto y contradictorio de la informática de la dominación. Un entorno donde no tienen sentido las dualidades, sino las relaciones entrelazadas de las redes. Haraway describe una pintura de la mujer dentro de la informática de la dominación, destacando una serie de espacios (hogar, mercado, puesto de trabajo remunerado, estado, escuela, clínica-hospital e iglesia) donde la clave está precisamente en la ausencia de “lugar”, de un espacio de identificación de un yo unitario. Antes al contrario, lo remarcable es la ambivalencia, la multiplicidad de valores y las contradicciones: “la consecuencia es la dispersión; la tarea es sobrevivir en la diáspora”... todo ello es especialmente visible en ciertos espacios de contradicción: el hogar, el mercado, el puesto de trabajo remunerado, el Estado, la escuela, la clínica-hospital o la iglesia.

## Crítica al ciberfeminismo actual
El ciberfeminismo toma como referente el Manifiesto cíborg, pero logra articularse y concretarse gracias al trabajo de VNS Matrix y su publicación El manifiesto ciberfeminista del siglo XXI, al acuñar al Manifiesto dentro de su discurso y usarlo como estandarte para proclamar la teoría del cíborg como una propuesta neo-feminista. Sin embargo, Haraway en su manifiesto no solo proclama la idea de un quiebre en la imagen de la mujer "diosa" si no que presenta una serie de críticas sociales, Haraway denuncia otras muchas situaciones amenazadoras para la mujer, como hemos visto, sobre las cuales no se hace incidencia. Haraway habla de la informática de la dominación, de la feminización del trabajo, de lo vulnerable que se está volviendo la situación de la mujer en virtud de las nuevas tecnologías, de la ruptura de paradigmas dicotómicos, de la ausencia de un topos para la mujer dentro del circuito integrado, de cómo todo ello está afectando a su sexualidad, a su reproducción, a su vida privada y social. Haraway pide la construcción de un ciberfeminismo socialista que luche contra todo ello. Sin embargo, el trabajo de VNS Matrix enfoca y desvía la atención a lo extravagante del discurso, enfocándose netamente en lo cíborg, ocasionando que respecto al movimiento, frases como “prefiero ser un cíborg a ser una diosa” y “el clítoris es una línea recta hacia la matriz” se transformen en lo más rescatable por parte del movimiento transformándolo en una tesis que usa la expresión artística como un medio para un fin.
Sin embargo, es a producto de esta transformación, que surge el llamado cybergrrl-ism, movimiento acuñado bajo la expresión artística ácida y provocadora, lo componen las llamadas Webgrrrl, Riotgrrl, Guerrila Girl, Bad Grrl, Plantegrrl, Geekgrrl, etc., las cuales transmiten la idea de que las normas impuestas ya dejan de estar vigentes, que las chicas están en guerra, que son las chicas disturbios, que son malas y están enojadas, lo cual se ve a través del "riot" (revuelta) y sufijo onomatopéyico "grrl" de cólera, las cuales usan la sátira y la ironía como enfoque en su discurso.
Sin embargo, como han debido de hacer muchos movimientos en su momento, el ciberfeminismo también fue en parte redirigido, al igual que otras prácticas feministas, y estas han decidido voltear la mirada hacia el desarrollo de software libre como nuevo campo de acción, esto debido a que "no implica solamente el manejo de conocimientos técnicos, sino también el fomento de la socialización del conocimiento y de trabajo colaborativo, que estaría en consonancia con algunos movimientos posfeministas."

## Reseñas
Las feministas tradicionales han criticado Manifiesto cíborg como antifeminista, porque niega cualquier punto en común de la experiencia femenina. En el ensayo, Haraway se manifiesta: "no hay nada acerca de ser 'mujer' que una naturalmente a las mujeres",  lo cual va en contra de una característica definitoria del feminismo tradicional, que llama a las mujeres a unirse para abogar por los miembros de su sexo.
La crítica y la controversia se incorporaron a la historia de publicación del ensayo: el Colectivo de la Costa Este de Socialist Review consideró al artículo como "una adopción ingenua de la tecnología “ y abogó en contra de su publicación, mientras que The Berkeley Collective finalmente insistió en que se imprimiera. El ensayo ha sido caracterizado como controvertido y viral en su circulación a través de múltiples departamentos académicos y límites disciplinarios, contribuyendo al discurso crítico sobre sus aclamaciones.”  Esta controversia tuvo el mismo el mismo número de respuestas que la de; Jackie Orr, profesora adjunta de Sociología en Maxwell School of Citizenship and Public Affairs Syracuse University, quien escribe: "Es difícil ser una estudiante de posgrado feminista en humanidades o ciencias sociales en EE. UU. después de 1985 y no ser influido de alguna manera por el manifiesto cíborg". La rápida adopción del artículo en los círculos académicos también incrementó la cantidad de conversación crítica en torno a la obra, y en 1990, Haraway sintió que el ensayo había "adquirido una vida media sorpresa ", lo que hacía "imposible reescribirlo” y requirió revisar el tema en sus publicaciones posteriores.
Muchas de las críticas del manifiesto  se centran en un nivel básico de comprensión del lector y estilo de escritura. Un ejemplo es la observación de Orr: "Los estudiantes universitarios en una clase de ciencia y tecnología encuentran Manifiesto cíborg curiosamente relevante, pero algo impenetrable para leer". Esto fue corroborado por la observación de Helen Merrick y Margret Grebowicz de que los científicos que revisaron Primate Visions tenían problemas similares, particularmente en relación con el uso de la ironía de Haraway. Judy Wajcman, profesora de Sociología en la Escuela de Economía de Londres sugiere en TechnoFeminism que "la apertura de su escritura a una variedad de interpretaciones es intencional", lo que "a veces puede hacer que Haraway sea difícil de leer”; No obstante, no parece que Wajcman critique el tono de Haraway por su capacidad para abarcar más posibilidades, en lugar de limitarlas. Wajcman concluye su capítulo "Send in the Cyborgs" con una nota crítica, afirmando que, "Ciertamente, Haraway es mucho más fuerte,  proporcionando imágenes evocadoras de una nueva subjetividad feminista que proporcionando una guia práctica para políticas emancipatorias".
Las críticas de Haraway también se han centrado en la accesibilidad de los temas que aborda en sus escritos y, según las lecturas feministas de la tercera ola, su trabajo "presupone un lector que está familiarizado con la cultura norteamericana" y postula que "los lectores, sin el capital cultural apropiado, probablemente lo encuentren exasperantemente oscuro e impenetrable".
Por lo tanto, el simbolismo de Haraway es representativo de la cultura norteamericana que simboliza una "visión no universalizadora de las estrategias feministas" y "ha sido retomada dentro del ciberfeminismo como el símbolo de un ser femenino esencial". Considerando la cuestión de la accesibilidad de manera más amplia, los estudios sobre discapacidad se han centrado en el ensayo de Haraway, señalando la ausencia de "cualquier tipo de compromiso crítico con la discapacidad... los cuerpos discapacitados son simplemente presentados como ejemplares... que no requiereN análisis ni crítica", una brecha que Alison Kafer, profesora de Estudios Feministas en la Universidad Southwestern, intenta abordar en Feminist, Queer, Crip. Wajcman también argumenta que la visión de la tecnología de Haraway en Manifiesto cíborg es quizás demasiado totalizadora, y que el binario de "la solución cyborg y la solución de la diosa" en última instancia "caricaturiza el feminismo" al centrarse demasiado fácilmente en una dicotomía que de hecho puede ser una falsa.
En Unfinished Work-From Cyborg to Cognisphere, N. Katherine Hayles cuestiona la validez del cyborg como unidad de análisis. Ella reafirma lo anterior debido a la complicada situación de la tecnología y los medios, "el cyborg ya no es la persona individual, el cyborg individual, ya no es la unidad de análisis apropiada, si es que alguna vez lo fue".
Por otro lado, las relaciones entre el cíborg y la religión son discutidas por Robert A. Campbell quién considera que “a pesar de los esfuerzos de Haraway de avanzar hacia una serie de dualismos tradicionales del oeste y ofrecer una nueva esperanza para las mujeres, y que por la extensión de la humanidad y del mundo, lo que ella en realidad ofrece es una legitimación extensa que logre comprar la no tan nueva religión de alta tecnología.” Del mismo modo, él dice que a pesar de que algunos puedan observar como una crítica radical del presente y una potencial prescripción aterradora del futuro, la cruda verdad acerca de la realidad postmoderna inculcada por Haraway, es que no existe cierta cosa en absoluto.
Más allá de su presencia en el contexto académico, Manifiesto cíborg también ha sido objeto de atracción popular incluyendo   el artículo de Wired de Hari Kunzru y Mute,  BuzzFeed,  así como Vice. Artículos retrospectivos consistentemente marcan su aniversario.
En 2018, el activista por los derechos de las personas con discapacidad y autodenominado cíborg Cy argumentó que Manifiesto cíborg borró a las personas con discapacidad y se apropió de la estética de la discapacidad.

## La representación del feto audiográfico como un cíborg
La académica Marilyn Maness Mehaffy afirma que "el feto audiográfico es, en muchos sentidos, el último cíborg en el sentido de que se 'crea' en un espacio de virtualidad que se extiende a ambos lados del límite convencional entre un cuerpo orgánico y un texto digital". Sin embargo, es este cíborg el que presenta un límite a la teoría posthumana de Haraway. El feto audiográfico, como postula la académica Heather Latimer, "se visualiza públicamente como independiente del cuerpo [de su madre] y como independiente del equipo ecográfico utilizado para leer este cuerpo. Sabemos que las imágenes fetales son representaciones, sin embargo, el sonograma invoca un acceso a los fetos a modo de documental que hace que sea fácil ignorarlo, lo que a su vez puede limitar la autoridad y la agencia de las mujeres embarazadas". Posicionando el feto como independiente, y consecuentemente oposicional, a la madre embarazada, estas tecnologías reproductivas, “reinscriben significados estables al dualismo humano/máquina que supuestamente interrumpen". Valerie Hartouni argumenta, "la mayoría de las tecnologías reproductivas se han asimilado al 'orden de la naturaleza'' lo que haría que la visión de Haraway de una especie regenerativa, sin restricciones por concepciones heteronormativas de la reproducción, inalcanzables en el feto ecográfico.